# Dauren Kurugliev
Dauren Khalidovich Kurugliev (in russo Даурен Халидович Куруглиев?; Machačkala, 12 luglio 1992) è un artista marziale misto e lottatore russo naturalizzato greco, specializzato nella lotta libera.

## Biografia
È originario del Daghestan. Ha iniziato a gareggiare nel 2011 nella categoria dei 74 kg. Dal 2014 gareggia negli 86 kg.
È allenato dal campione del mondo Abdusalam Gadisov. 
Ha vinto diversi titoli giovanili, tra cui il campionato nazionale russo juniores nel 2011 e i campionati del distretto federale del Caucaso settentrionale nel 2011 e nel 2013.[1] Ha partecipato alla Coppa del Mondo 2015 a Los Angeles, in California, vincendo tutti e tre gli incontri di lotta; ha sconfitto il tre volte campione NCAA All-American dei Penn State Nittany Lions Wrestling Ed Ruth degli Stati Uniti (per caduta), Usukhbaatar Purevee della Mongolia e Aleksander Gostiev dell'Azerbaigian. 
Il 5 luglio 2015 ha perso la finale del Memorial Ali Aliyev, perdendo contro il russo Shamil Kudiiamagomedov.
Si è laureato campione continentale per la prima volta agli europei di Novi Sad 2017, dove ha vinto il torneo degli 86 kg, superando in finale l'azero Aleksandr Gostiev.
Ai mondiali di Budapest 2018 è stato eliminato dal tabellone principale dallo statunitense David Morris Taylor, ed ha poi perso l'incontro per il bronzo contro l'iraniano Hassan Yazdani.
Ai Giochi europei di Minsk 2019 ha vinto la medaglia d'oro, sconfiggendo in finale il bielorusso Ali Šabanaŭ.
Alla Coppa del mondo individuale di Belgrado 2021, evento che ha sostituito i campionati mondiali, cancellati a causa dell'emergenza sanitaria causata dalla Pandemia di COVID-19, si è aggiudicato l'oro, superando il polacco Zbigniew Baranowski nell'incontro decisivo per il titolo.
Dal 2023 gareggi per la Grecia, per cui ha vinto la medaglia d'oro agli europei di Zagabria 2023.

## Palmarès
| Anno                           | Manifestazione  | Sede     | Evento | Risultato | Note |
| ------------------------------ | --------------- | -------- | ------ | --------- | ---- |
| In rappresentanza della Russia |                 |          |        |           |      |
| 2017                           | Europei         | Novi Sad | 86 kg  | Oro       |      |
| 2018                           | Mondiali        | Budapest | 86 kg  | 5°        |      |
| 2019                           | Giochi europei  | Minsk    | 86 kg  | Oro       |      |
| In rappresentanza della Grecia |                 |          |        |           |      |
| 2023                           | Europei         | Zagabria | 86 kg  | Oro       |      |
| 2024                           | Europei         | Bucarest | 86 kg  | Oro       |      |
| 2024                           | Giochi olimpici | Parigi   | 86 kg  | Bronzo    |      |

## Altre competizioni internazionali
2020
- Oro negli 86 kg nella Coppa del mondo individuale ( Belgrado)